# Gjaldkeri
Gjaldkeri (se puede traducir como «administrador financiero») se designaba originalmente a un mayordomo o alguacil del rey que administraba las propiedades reales en la Noruega medieval y las de los jarls en las Órcadas. El gjaldkeri apareció  durante la primera década del siglo XII en Trondheim, como un importante representante real con competencias civiles y militares. Era la máxima autoridad administrativa y se encargaba de organizar los thing municipales.

## Funciones
El gjaldkeri, actuaba como funcionario mayor en las más importantes ciudades del reino y jefe de policía de una ciudad importante. A diferencia de un ármaðr, el poder de los gjaldkeri en un municipio era absoluto y una apelación directa al rey era el único medio posible de obtener reparación para cualquiera que pudiera sentir que había sido tratado injustamente. El rey de Noruega enviaba a sus gjaldkeri para extraer rentas a los jarls de las Órcadas que pagaban sin reparos. Solo a los sýslumaður y gjaldkeri se les permitía portar armas. 